# Munna spinifera
Munna spinifera là một loài chân đều trong họ Munnidae. Loài này được Robinson & Menzies miêu tả khoa học năm 1961.